# Pastiches et mélanges
Pastiches et mélanges è una raccolta di articoli e prefazioni di Marcel Proust pubblicata nel 1919 presso le edizioni della Nouvelle Revue Française, chiesta all'autore da Gaston Gallimard e comprendente scritti brevi e pastiche apparsi per lo più su "Le Figaro" a partire dal 1908.
Il libro è dedicato a un amico dell'autore, Walter Van Rensselaer Berry (1859-1927), giurista statunitense e francofilo che ha sposato la causa della Francia presso il governo degli Stati Uniti d'America durante la prima guerra mondiale.

## Tema
La prima parte, Pastiches, contiene nove pastiche letterari a proposito di un episodio di cronaca detto "affaire Lemoine", che si era svolto dal 1908 al 1909: si tratta di un imbroglione che pretendeva di conoscere il segreto della fabbricazione dei diamanti, finendo per truffare Sir Julius Werner, presidente della De Beers e ricevendo, dopo il processo, una condanna a sei anni di prigione. Gli eventi però sono solo un pretesto per poterlo raccontare alla maniera di Balzac, Flaubert, Sainte-Beuve, Henri de Régnier, Jules Michelet, Émile Faguet, Ernest Renan o come si troverebbe sul Journal di Edmond e Jules de Goncourt, o nelle Mémoires di Saint-Simon.
Altri pasticci sull'affare Lemoine, alla maniera di Chateaubriand, e Maeterlinck, come pure una seconda imitazione dello stile di Sainte-Beuve non vennero raccolti in prima edizione e figurano solo in edizioni postume e più recenti.
La seconda parte, Mélanges, comprende quattro sezioni:
1. En mémoire des églises assassinées riunisce testi sulle distruzioni di opere d'architettura a causa della prima guerra mondiale in particolare a Caen, Amiens e Rouen. Altre pagine, che risalgono al 1900 evocano John Ruskin di cui Proust aveva tradotto in francese la Bibbia di Amiens (opera originale 1885, traduzione 1906), scrivendo anche una prefazione.
2. La mort des cathédrales, un articolo del 1904 in cui Proust s'opponeva a uno degli articoli della legge di separazione tra Chiesa e Stato.
3. Sentiments filiaux d'un parricide, del 1907, racconta il dramma di una follia.
4. Journées de lecture (1905 e 1907) è la Prefazione a "Sésame et les lys" di Ruskin (Sesame and Lilies, 1865), tradotta per Mercure de France.

## Edizioni
- Pastiches et mélanges, Paris: Gallimard, 1919.
- Contre Saint Beuve, suivi de Nouveaux mélanges, Prefazione di Bernard de Fallois, Paris: Gallimard, 1954.
- Pastiches, edizione critica commentata da Jean Milly, Paris: Colin, 1970; nuova ed., Genève: Slatkine, 1994.
- Contre Sainte-Beuve, précédé de Pastiches et Mélanges et suivi de Essais et Articles, a cura di Pierre Clarac e Yves Sandre, Bibliothèque de la Pléiade, Paris: Gallimard, 1971.

### Edizioni italiane
- Pastiches, a cura di Roberta Trice, Notizia di Carlo Bo, Reggio Emilia, Città Armoniosa, 1982, pp.148.
- in Scritti mondani e letterari, a cura di Mariolina Bongiovanni Bertini, Collana I millenni, Torino, Einaudi, 1984; ora in Saggi, Collana La Cultura, Milano, Il Saggiatore, 2015, ISBN 978-88-428-2095-6.
- Pastiches, testo a fronte, a cura di Giuseppe Merlino, Collana Letteratura universale. I fiori blu, Venezia: Marsilio, 1991, ISBN 88-31-754-74-2.
- Il caso Lemoine (Pastiches), a cura di Maurizio Ferrara, Firenze, Passigli, 2022, ISBN 9788836819805.